# St. Aegidie (Klein Germersleben)

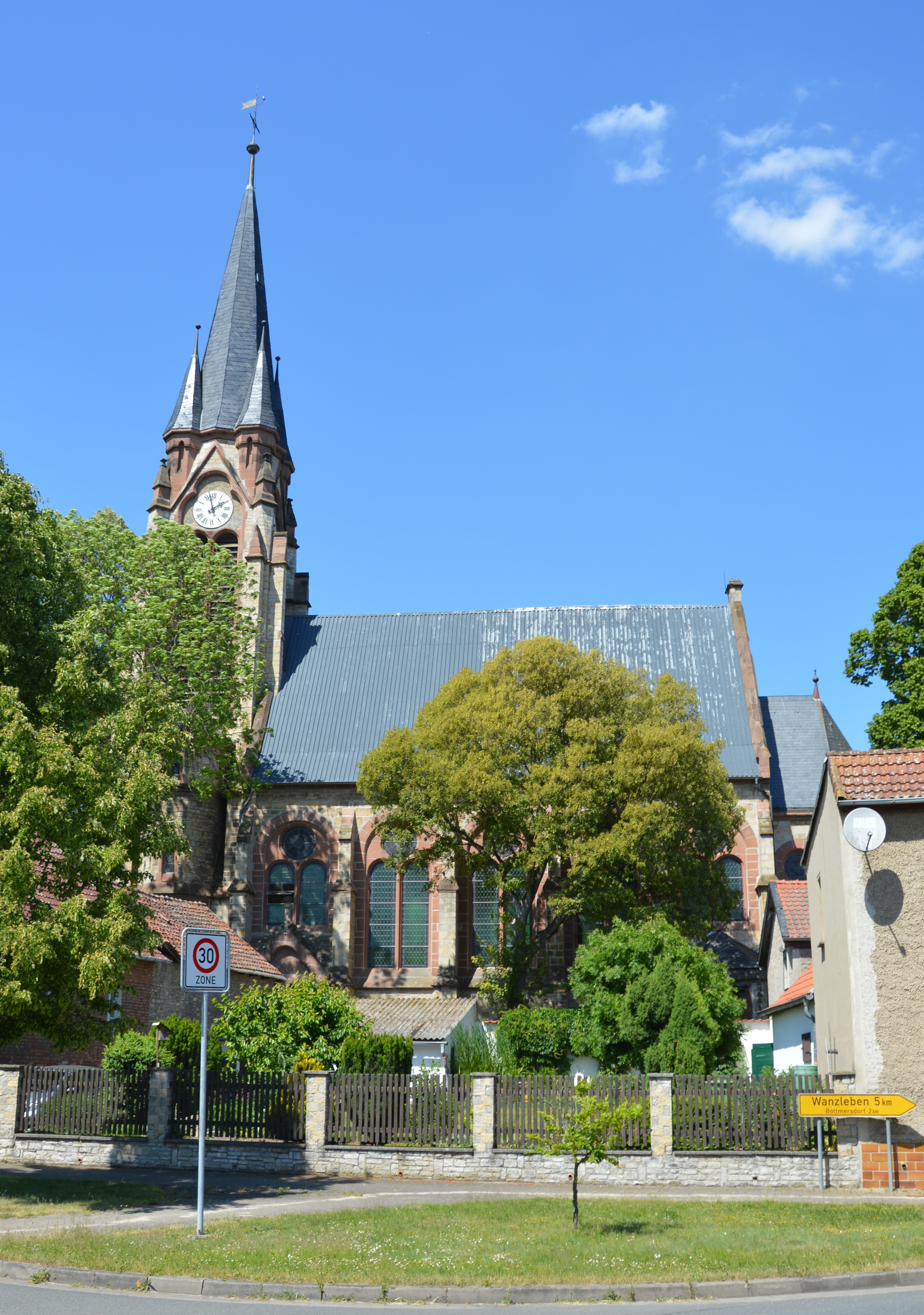
Sankt-Aegidie-Kirche, 2018

Die Kirche St. Aegidie, auch Sankt-Egidius-Kirche, ist eine evangelische Kirche im Ortsteil Klein Germersleben der Stadt Wanzleben-Börde in Sachsen-Anhalt.

## Lage
Die Kirche liegt erhöht auf einem Hügel stehend im Ortszentrum von Klein Germersleben an der Kirchstraße und gehört zur Pfarrei Hadmersleben des Kirchenkreis Egeln der Evangelischen Kirche in Mitteldeutschland.

## Architektur und Geschichte
Die im Stil der Neoromanik gestaltete Kirche wurde in den Jahren 1899/1900 aus Sandsteinquadern errichtet. In die reich gegliederte Kirche ist auf der Westseite der Kirchturm eingezogen. Der auf quadratischem Grundriss errichtete Turm wird von einem hohen spitzen Helm bekrönt und ist mit vier Wichtürmen versehen.
Das Kirchenschiff verfügt über fünf Joche, der Chor ist ebenfalls eingezogen. Nach Osten besteht ein 5/8-Schluss, überspannt wird von einem Kreuzrippengewölbe. Im Chor besteht eine bauzeitliche Deckenmalerei mit Kreuzrippengewölbe. Ebenfalls aus der Bauzeit stammen Farbglasfenster, Altar und Kanzel. Im Scheitelfenster des Chors findet sich die Darstellung der Anbetung der Heiligen Drei Könige.
In der den Kirchhof umgebenden Mauer sind mehrere Grabsteine eingearbeitet. Die aus dem Barock stammenden Grabsteine sind zum Teil mit Inschriften, zum Teil auch mit figürlichen Darstellungen versehen.
Im örtlichen Denkmalverzeichnis ist die Kirche unter der Erfassungsnummer 094 96677 als Baudenkmal eingetragen.